# Margaret Harley
Margaret Cavendish Bentinck, duchesse de Portland (Welbeck Abbey, 11 février 1715 – 17 juillet 1785, Bulstrode Park, Buckinghamshire), nommée Lady Margaret Harley avant 1734, duchesse de Portland de 1734 jusqu'à la mort de son époux, William Bentinck, 2e duc de Portland, en 1761 et duchesse douairière Portland de 1761 jusqu'à sa mort en 1785.
Elle est la femme la plus riche du Royaume-Uni de son temps et possède la plus grande collection d'histoire naturelle de son pays.

## Famille
Elle est la seule fille et héritière d'Edward Harley (1689-1741), 2e comte d'Oxford et Mortimer, et de Henrietta Cavendish Holles (1694-1755). Cette dernière est seule fille et héritière de John Holles (1662-1711), duc de Newcastle-upon-Tyne ; et de Margaret Cavendish (1661-1716), à qui son père, Henry Cavendish (1630-1691), 2e comte de Newcastle-upon-Tyne, transmet tout son patrimoine, ce qui permet à son mari d'obtenir le titre de comte de Newcastle, et explique pourquoi ses descendants par les femmes portent le patronyme de Cavendish.
C'est la mère de :
1. Elizabeth Bentinck (1735–1825)
2. Henrietta Bentinck (1737–1827)
3. William Cavendish-Bentinck (1738–1809), 3e duc de Portland
4. Margaret Bentinck (c.1740–1756)
5. Frances Bentinck (c.1742–1743)
6. Edward Charles Bentinck (1744–1819)

## Carrière savante
C'est un membre de la Blue Stockings Society, un groupe surtout composé de femmes intellectuelles et aristocrates.
En 1766, le philosophe Jean-Jacques Rousseau rencontre Bentinck et admire ses connaissances en botanique, malgré sa croyance en ce que les femmes ne pouvaient pas faire carrière en sciences. Ils correspondent jusqu'à ce qu'elle lui envoie une copie du Herbarium amboinense de Georg Rumpf, sur la botanique de l'île d'Ambon dans la présente Indonésie, car Rousseau voyait contrariés, en cet ouvrage, ses idéaux de nature libre.

## Hommage
Une rue de Londres, Margaret Street, évoque sa mémoire. 